# Alcides Peña
Alcides Peña Jiménez, né le 14 janvier 1989 à Santa Cruz, est un footballeur bolivien qui évolue au poste d'attaquant.

## Carrière

### Débuts
Alcides étudie à la Tahuichi Academy, école sportive bolivienne. Il en sort en 2006 et signe avec l'Oriente Petrolero. 

### Oriente Petrolero
Relégué d'abord au banc de touche par l'entraîneur Víctor Hugo Antelo à son arrivée, il gagne du temps de jeu en 2007 avant de devenir titulaire à partir de la saison 2008 où il inscrit dix buts en vingt-huit matchs. Il reste en 2009 et 2010, un élément important de l'attaque même s'il n'arrive pas à réitérer ses performances de 2007. Il remporte le championnat de Bolivie de football en 2010.

### Sélection
Sélectionné par Gustavo Quinteros pour disputer la Copa América 2011, il ne joue cependant aucun match et la Bolivie est éliminée dès le premier tour.

## Palmarès
- Championnat de Bolivie de football : 2010